# Оранжевоглава неразделка
Оранжевоглавата неразделка (Agapornis pullarius) е вид птица от семейство Папагалови (Psittaculidae). Видът е незастрашен от изчезване.

## Разпространение
Разпространен е в Ангола, Бенин, Бурунди, Камерун, Централноафриканска република, Чад, Република Конго, Демократична република Конго, Кот д'Ивоар, Екваториална Гвинея, Етиопия, Габон, Гана, Гвинея, Кения, Мали, Нигер, Нигерия, Руанда, Сао Томе и Принсипи, Сиера Леоне, Южен Судан, Танзания, Того и Уганда.